# Список органів людського тіла
Ця стаття містить перелік органів людського тіла. Загальноприйнято вважати, що існує 79 органів (це число збільшиться, якщо вважати кожну кістку та м'яз окремим органом, що стає все більш поширеною практикою); проте не існує універсального стандартного визначення того, що являє собою орган, і статус деяких груп тканин як єдино визначеними. Оскільки не існує єдиного стандартного визначення того, що таке орган, кількість органів змінюється залежно від того, як хтось визначає орган. Наприклад, цей список містить набагато більше, ніж 78 різних органів.  

## Кістково-м'язова система
- Скелет людини
- Суглоби
- Зв'язки
- М'язова система
- Сухожилля

## Травна система
- Ротова порожнина
  - Зуби
  - Язик
  - Губи
- Слинні залози
  - Привушні залози
  - Піднижньощелепні залози
  - Під'язикові залози
- Горлянка
- Стравохід
- Шлунок
- Кишка
  - Тонка кишка
    - Дванадцятипала кишка
    - Порожня кишка
    - Клубова кишка

  - Товста кишка
    - Сліпа кишка
    - Ободова кишка
      - Висхідна ободова кишка
      - Поперечно-ободова кишка
      - Низхідна ободова кишка
      - Сигмоподібна кишка

  - Пряма кишка
- Печінка
- Жовчний міхур
- Брижа
- Підшлункова залоза
- Анальний канал
- Апендикс

## Дихальна система
- Порожнина носа
- Горлянка
- Гортань
- Трахея
- Бронхи
- Бронхіоли та менші дихальні шляхи
- Легені
- Дихальна мускулатура

## Сечовидільна система
- Нирки
- Сечовід
- Сечовий міхур
- Уретра

## Репродуктивні системи

### Жіноча репродуктивна система
- Внутрішні репродуктивні органи
  - Яєчники
  - Маткові труби
  - Матка
  - Шийка матки
  - Плацента
- Зовнішні репродуктивні органи
  - Вульва
  - Клітор
  - Вагіна

### Чоловіча репродуктивна система
- Внутрішні репродуктивні органи
  - Насінники
  - Придаток яєчка
  - Сім'явивідна протока
  - Сім'яні пухирці
  - Простата
  - Бульбоуретральні залози
- Зовнішні репродуктивні органи
  - Пеніс
  - Калитка

## Ендокринна система
- Гіпофіз
- Шишкоподібна залоза
- Щитоподібна залоза
- Паращитоподібна залоза
- Надниркові залози
- Підшлункова залоза

## Серцево-судинна система

### Серцево-судинна система
- Серце
- Артерії
- Вени
- Капіляри

### Лімфатична система
- Лімфатична судина
- Лімфатичний вузол
- Кістковий мозок
- Тимус
- Селезінка
- Лімфоїдна тканина кишки
  - Пеєрові бляшки
- Мигдалики
- Інтерстицій

## Нервова система

### Центральна нервова система
- Головний мозок
  - Кінцевий мозок
    - Півкулі головного мозку

  - Проміжний або міжмозковий мозок
    - Таламус
    - Гіпоталамус

  - Середній мозок
  - Мозочок
  - Міст
  - Довгастий мозок
- Спинний мозок
- Шлуночкова система
  - Судинне сплетення

### Периферична нервова система
- Нерви
  - Черепні нерви
  - Спинномозкові нерви
  - Ганглії
  - Ентерична нервова система

### Органи чуття
- Око
  - Рогівка
  - Райдужна оболонка
  - Циліарне тіло
  - Лінза
  - Сітківка
- Вухо
  - Зовнішнє вухо
    - Мочка вуха

  - Барабанна перетинка
  - Середнє вухо
    - Слухові кістки

  - Внутрішнє вухо
    - Завитка
    - Присінок кісткового лабіринту
    - Напівкруглі канали
- Нюховий епітелій
- Язик
  - Смакові рецептори

## Покривна система
- Молочні залози
- Шкіра
- Підшкірна клітковина